# راکت

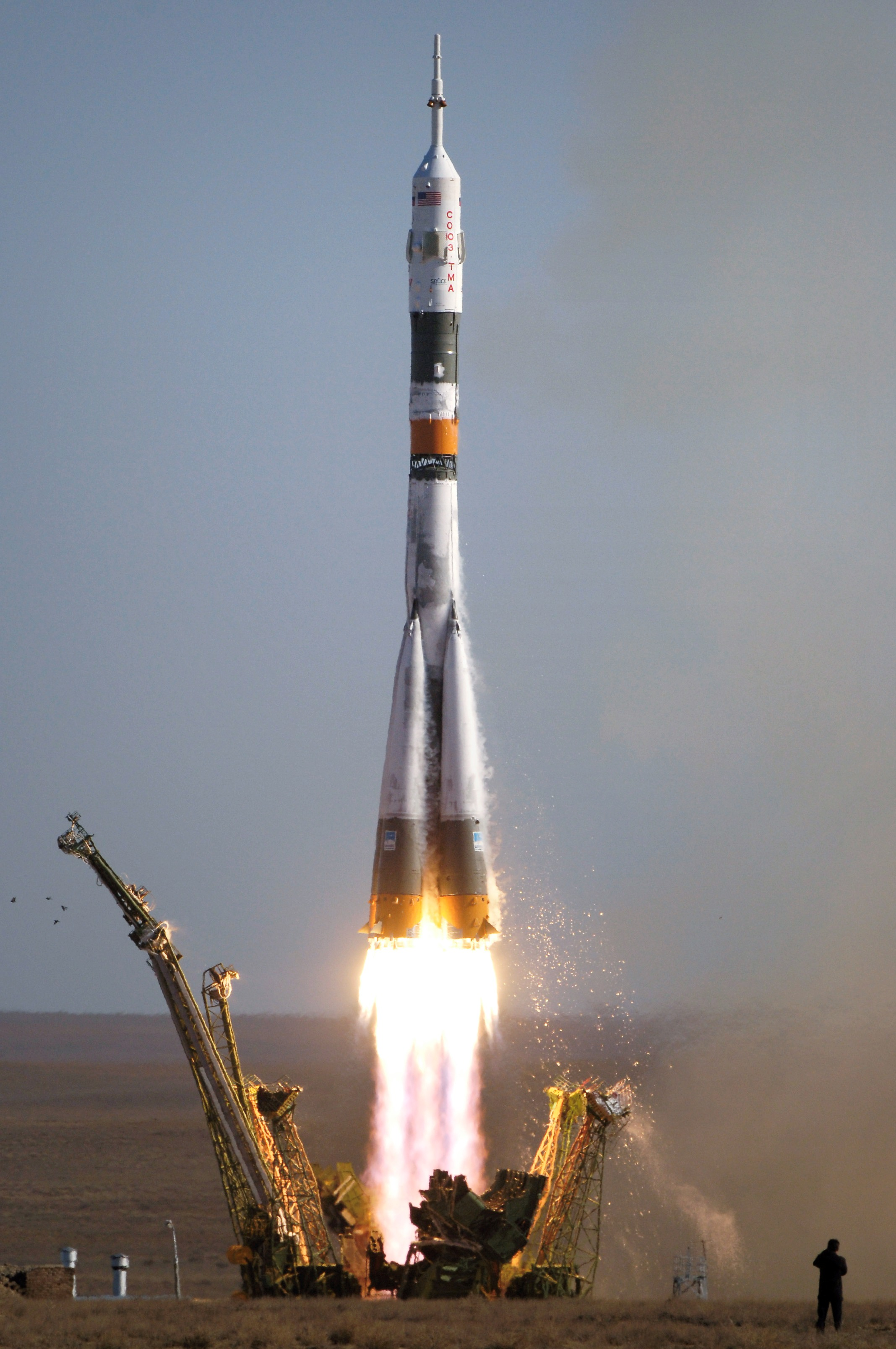
پرتاب فضاپیمای Soyuz TMA-9 از پایگاه فضایی بایکونور در قزاقستان

موشک آزاد به اختصار موشک یا راکت هر نوع موشک هدایت شونده، هواگرد یا فضاپیما است که نیروی پیشرانهٔ خود را از موتور راکت می‌گیرد. سوخت راکت در محفظه‌ای در بدنهٔ راکت قرار دارد. گازهای داغ حاصل از سوختن سوخت در موتور با سرعت بسیار از راکت خارج شده و شتابش را تأمین می‌کنند.
راکت را به صورت موشک هدایت‌شونده (موشک) یا هواپیما یا فضاپیما می‌سازند و استفاده‌های نظامی و غیرنظامی دارد. موشک هدایت‌شونده (که معمولاً بدان موشک می‌گویند) به انواع هدایت‌شوندهٔ موشک آزاد گفته می‌شود که پس از شلیک هم می‌شود هدایتش کرد.
با اینکه هم به موشک آزاد هم به موشک هدایت‌شونده به اختصار«موشک» می‌گویند، ولی اغلب موشک به تنهایی در برابر راکت (موشک آزاد) و به معنی موشک هدایت‌شونده است. 

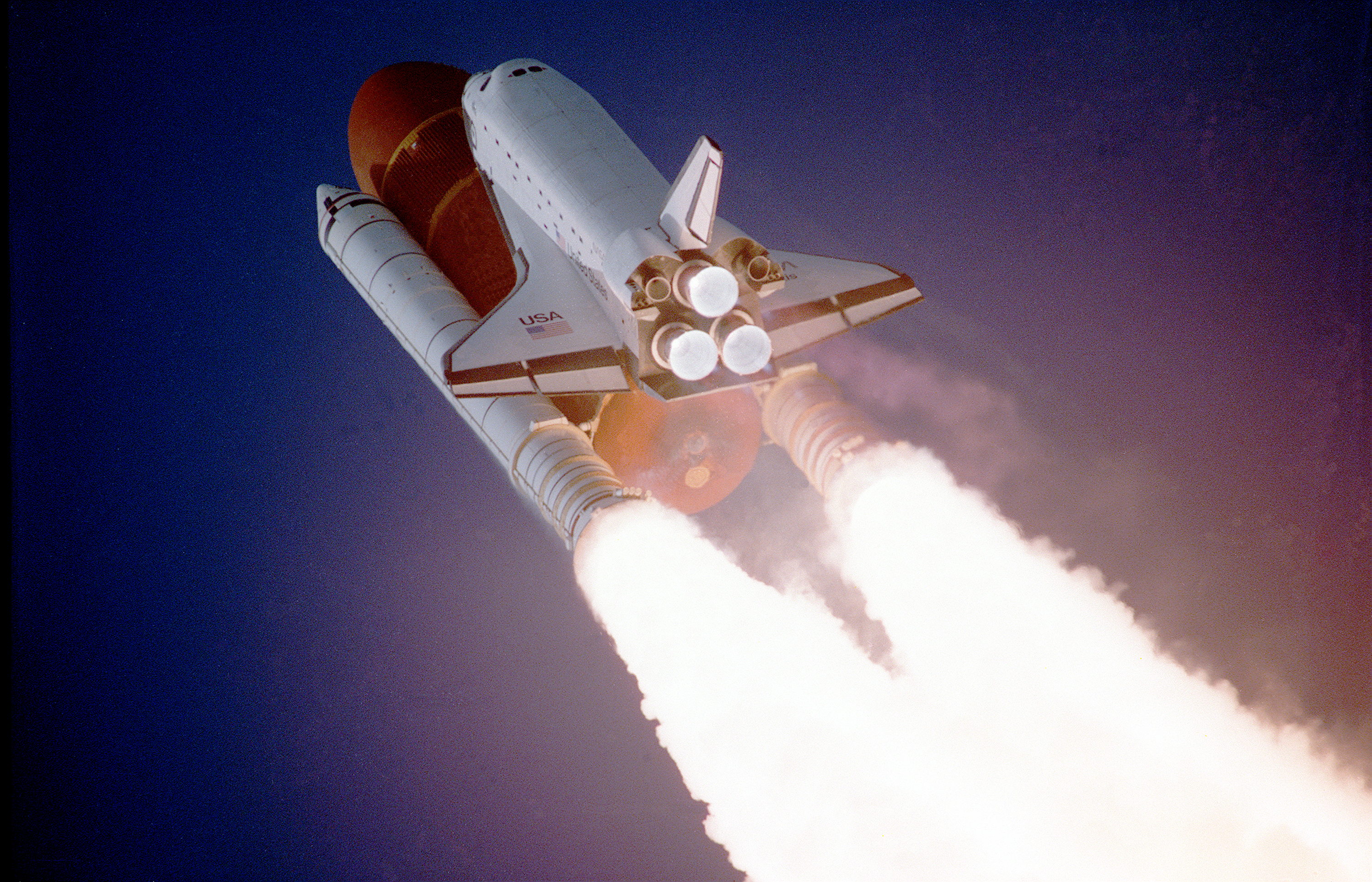
شاتل فضایی آتلانتیس در مرحله پرتاب

موارد استفاده از راکت عبارتست از: آتش‌بازی، جنگ‌افزار و استفاده در شاتل‌ها و سفرهای فضایی که به جستجو و سیر در سیاره‌های دیگر منجر می‌شود. در حالی که این وسیله در سرعت‌های پایین کم استفاده است ولی در مقایسه با دیگر پرتابه‌ها دارای وزن بسیار کمتر و قدرت و موفقیت بهتری است زیرا از سوی یک نفر کنترل می‌شود. اساس کار راکت بر این مبنا استوار است که خروج گاز با فشار زیاد از یک طرف راکت موجب حرکت آن به طرف دیگر می‌شود.هرچه که قطعات یک راکت کوچکتر باشد بهتر است زیرا جدا شدن قطعات متصل به قطعه اصلی آسان‌تر است و سرعت آن راکت بیشتر است و از قدرت انهدام بالاتری برخوردارتر است.

## تاریخچه

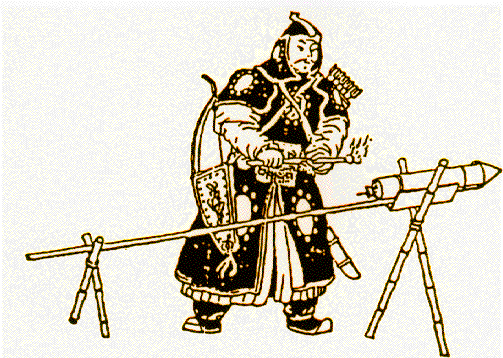
ابتدایی‌ترین نمونه راکت در چین ساخته شد که باکمک نوع باروت پیشرانه ی خودرا تامین میکرد

اختراع باروت در چین امکان ساخت اولین نمونه‌های سلاح‌های آتشین را به وجود آورد و اولین راکت‌ها که با نیروی پیشرانه انفجار باروت حرکت می‌کردند در چین ساخته شد. هلاکوخان مغول نیز برای فتح بغداد در قرن سیزدهم از راکت استفاده کرد. چند صد سال بعد فرمانروای مغول هندوستان برای جنگ با قوای انگلیسی فرمان ساخت هزاران راکت را صادر کرد تا آن‌ها را در جنگ به موشک ببندد. این راکت‌ها از ساقه خیزران کلفتی تشکیل شده بودند که به وسیله باروت پر می‌شدند.
بعدها با ظهور توپ استفاده از راکت به خاطر عدم دقت کنار گذاشته شد تا اینکه مجدداً در قرن نوزدهم یک سرهنگ ارتش بریتانیا به نام ویلیام کانگریو با تقلید از راکتهای هندی راکتهایی را ساخت. در اوایل قرن بیستم فردی روسی به نام تسیولکوفسکی این نظر را ارائه داد که مسافرت به فضا تنها با به‌کارگیری موشک امکانپذیر است. با این وجود ارزش واقعی این وسیله تنها به وسیله دانشمندان آلمانی شناخته شد. این دانشمندان به رهبری دانشمند جوانی به نام ورنر فون براون با حمایت دولت آلمان به تولید موشکهایی برای ارتش پرداختند. معروفترین این موشکها موشک وی-۲ بود که اولین موشک بالستیک به‌شمار می‌رود. این موشک بردی معادل ۳۰۰ کیلومتر داشت و کلاهکی حاوی ۱ تن مواد منفجره را حمل می‌کرد و از سوخت مایعی به نام آماتول استفاده می‌کرد. سلاح دیگری به نام وی-۱ هم در این دوران توسط نیروی هوایی آلمان ساخته شد که هرچند به موشک معروف شده اما در واقع از موتور جت به عنوان نیروی پیشرانه خود استفاده می‌کرد و در واقع نوعی هواپیمای بدون سرنشین بود. در همین دوران در شوروی نیز راکت بسیار ساده‌تر و ارزان‌تری با نام کاتیوشا تولید شد که توانایی بمباران دشمن از مسافت‌های دور با حجم عظیمی از مواد منفجره را به نیروهای ارتش سرخ می‌داد.
پس از پایان جنگ دوم جهانی دانش ساخت موشکهای نظامی پیشرفته توسط مهندسین آلمانی که به اسارت درآمده بودند به کشورهای پیروز در جنگ انتقال یافت. بروز جنگ سرد بین شوروی و آمریکا و تلاش برای انتقال کلاهکهای اتمی به نقاط دوردست و نیز مسابقه فضایی بین دو ابرقدرت شرق و غرب باعث پیشرفت سریعی در فناوری راکت و ساخت موشک‌های بالستیک قاره‌پیما در سال‌های پس از جنگ شد.
امروزه راکت‌ها یکی از محبوب‌ترین سلاح‌های نظامی هستند که استفاده‌های گسترده‌ای دارند. راکت‌های دوش‌پرتاب محبوب‌ترین و رایج‌ترین سلاح ضد تانک در دنیا هستند. هلیکوپترها و هواپیماهای نظامی چه برای حمله به اهداف زمینی و چه برای نبردهای هوایی از انواع راکت‌ها استفاده می‌کنند. راکت‌اندازهای چندگانه نیز که مطابق الگوی کاتیوشا ساخته شده‌اند از اجرای اصلی توپخانه‌ها هستند.